# Feldkirchen bei Mattighofen
Feldkirchen bei Mattighofen é um município da Áustria localizado no distrito de Braunau am Inn, no estado de Alta Áustria.